# Cerastis lepetitii
Cerastis lepetitii är en fjärilsart som beskrevs av Jean Baptiste Boisduval 1832. Cerastis lepetitii ingår i släktet Cerastis och familjen nattflyn. Inga underarter finns listade i Catalogue of Life.